# Гриб (Хорватія)
45°31′ пн. ш. 14°41′ сх. д. / 45.51° пн. ш. 14.68° сх. д.
Гриб (хорв. Hrib) — населений пункт у Хорватії, у Приморсько-Горанській жупанії у складі міста Чабар.

## Населення
Населення за даними перепису 2011 року становило 109 осіб.
Динаміка чисельності населення поселення:

## Клімат
Середня річна температура становить 7,95 °C, середня максимальна – 21,03 °C, а середня мінімальна – -6,04 °C. Середня річна кількість опадів – 1478 мм.
| Клімат поселення                              | Клімат поселення | Клімат поселення | Клімат поселення | Клімат поселення | Клімат поселення | Клімат поселення | Клімат поселення | Клімат поселення | Клімат поселення | Клімат поселення | Клімат поселення | Клімат поселення | Клімат поселення |
| Показник                                      | Січ.             | Лют.             | Бер.             | Квіт.            | Трав.            | Черв.            | Лип.             | Серп.            | Вер.             | Жовт.            | Лист.            | Груд.            |                  |
| Середній максимум, °C                         | 4,62             | 5,29             | 8,15             | 11,98            | 16,74            | 20,40            | 21,03            | 20,75            | 17,02            | 12,89            | 7,68             | 3,83             |                  |
| Середня температура, °C                       | −0,71            | −0,03            | 2,82             | 6,64             | 11,42            | 15,06            | 17,20            | 16,94            | 13,20            | 9,06             | 3,85             | 0,01             |                  |
| Середній мінімум, °C                          | −6,04            | −5,36            | −2,51            | 1,31             | 6,08             | 9,74             | 13,38            | 13,10            | 9,36             | 5,24             | 0,02             | −3,82            |                  |
| Норма опадів, мм                              | 92               | 91               | 110              | 123              | 107              | 133              | 100              | 118              | 138              | 165              | 172              | 129              |                  |
| Середньомісячна швидкість вітру, м/с          | 2.48             | 2.66             | 2.82             | 2.68             | 2.51             | 2.35             | 2.24             | 2.29             | 2.28             | 2.48             | 2.66             | 2.64             |                  |
| Середньомісячна сонячна радіація, кДж/м²·день | 4226             | 7035             | 10217            | 14482            | 18632            | 20064            | 21432            | 18033            | 13234            | 8708             | 4620             | 3512             |                  |
| --------------------------------------------- | ---------------- | ---------------- | ---------------- | ---------------- | ---------------- | ---------------- | ---------------- | ---------------- | ---------------- | ---------------- | ---------------- | ---------------- | ---------------- |
| Джерело:                                      |                  |                  |                  |                  |                  |                  |                  |                  |                  |                  |                  |                  |                  |